# Casa zburătoare
Casa zburătoare este un serial animat biblic de la 1982-83, ce este serial-companion al "Cărții Cărțiilor". Acțiunea este bazată pe Noului Testament (în general Evanghelii, dar și Faptele apostolilor și Epistola lui Pavel către Filimon). Este vorba de 3 copii, un profesor cam distrat și un roboțel ciudat, care călătoresc cu o casă zburătoare în timpurile biblice. 
Primul sezon, format din 26 de episoade, prezintă evenimentele de la înfățișarea proorocului Ioan Botezătorul până la învierea tânărului din Nain. Al doilea sezon, format tot din atâtea episoade, continuă de la întâlnirea lui Isus cu samariteanca la fântână până la epistola către Filimon. 
Serialul animat a fost făcut de studioul "Tatsunoko Productions" din Japonia, sub regia lui Masakazu Higuchi și a lui Mineo Fuji, primind licența de difuzare de la "Christian Broadcasting Network" din S.U.A.